# مركز العلوم للأبحاث الاجتماعية في برلين
مركز العلوم للأبحاث الاجتماعية في برلين (بالألمانية: Wissenschaftszentrum Berlin für Sozialforschung، ويسمى اختصارًا WZB) هو مؤسسة غير جامعية بحثية في العلوم الاجتماعية، يقع مقرها في برلين. تأسس المركز البحثي في 1969 بمبادرة من أحزاب البوندستاج الألماني. وينتمي المركز لجمعية لايبنز التي تضم عددًا من المؤسسات البحثية غير الجامعية في ألمانية.

## التنظيم
تأسس المركز بمبادرة من أعضاء البوندستاج من الحزب الديمقراطي الاجتماعي الألماني وحزب الاتحاد المسيحي في 1969، وحمل في سنواته الأولى اسم «المعهد الدولي للإدارة - مركز العلوم برلين». يعمل في المركز حوالي 140 باحثًا ألمانيًّا وأجنبيًّا في علم الاجتماع والعلوم السياسية والاقتصاد والتاريخ وعلوم الحاسوب والقانون. توجه أبحاث المركز نحو المشاكل الأساسية في مواضيع منتقاة ذات صلة بالشأن الاجتماعي والسياسي. تقع مجتمعات أوروبا الغربية والشرقية والصين أيضًا ضمن بؤرة البحث الرئيسية للمركز. كما تعد العولمة نقطة تركيز رئيسية لأبحاث المركز.
يعمل المركز على سبع نقاط رئيسية للبحث:
- التفاوت الاجتماعي الديناميكي
- السوق وصناعة القرار
- المجتمع والديناميكا الاقتصادية
- السياسة الدولية والقانون
- تحول النظم السياسية
- الهجرة والتنوع
- الاقتصاد السياسي للتنمية

الصفة القانونية للمركز هي شركة ذات مسؤولية محدودة، تدعم الحكومة الاتحادية الألمانية المركز بنسبة 75%، وتتحمل ولاية برلين 25%.
ينسق المركز أعمال معهد فايتزنباوم للمجتمع المتشابك الذي تأسس في 2007، والذي يختص بشؤون الإنترنت.
بصفته مؤسسة بحثية غير جامعية، يتعاون المركز مع عدد من جامعات برلين، والعديد من الباحثين فيه يعملون أساتذة في هذه الجامعات، كما يوجد تعاون ملحوظ مع المؤسسات الأجنبية.
يصدر المركز مجلة علمية باسم Zeitschrift WZB-Mitteilungen بصفة ربع سنوية.
تترأس عالمة الاجتماع يوتا ألمندينجر المركز منذ 2007.

## المبانى
صمم المعماري البريطاني چيمس ستيرلنج مجمع مباني مركز الأبحاث الاجتماعية على الطراز ما بعد الحداثي. وتقع بنايات المركز في رايخبيتشوفر، قناة لاندفير، في تيرجارتن الواقعة بالقطاع الإداري في برلين. وأُدمج بمباني المركز مبنى مكتب تأمينات الرايخ، وهو المبنى الوحيد القائم في المنطقة بعد الحرب العالمية الثانية، والذي يعود بناؤه إلى عام 1894 على طراز النهضة الجديدة.

## جائزة وزمالة أ.ك للعلوم الاجتماعية
يمنح المركز كل عامين، ابتداءً من 2007، جائزة مالية باسم جائزة أ.ك للعلوم الاجتماعية، والتي كانت في سنة منحها الأولى تقدر بملغ 100,000 يورو ثم أصبحت قيمتها 200,000 يورو. وفقًا لموقع المركز، تُمنح الجائزة للعلماء الذين أسهموا بأعمالهم في مجالات الإصلاح السياسي والاجتماعي. ومُنحت الجائزة لأول مرة للعالم البريطاني أنتوني أتكينسون لأبحاثه حول التفاوت الاجتماعي. قُدمت جائزة 2009 للعالمة الأمريكية مارثا نوسباوم لأبحاثها حول الشروط اللازمة للتعايش البشري والعدالة الاجتماعية. وفي 2011 مُنحت الجائزة لمنظمة الشفافية الدولية.